# Хорватська мова
Хорва́тська мо́ва (хорв. hrvatski jezik) — стандартизований варіант сербохорватської мови, який використовують переважно в Хорватії, Боснії і Герцеговині і сербській Воєводині, має статус міноритарної в Чорногорії, Австрії, Італії, Угорщині, Румунії. Є офіційною мовою Європейського Союзу. Належить до групи південнослов'янських мов.
Стандартизована хорватська базується на найпоширенішому наріччі сербохорватської — штокавському, що є основою також стандартизованих сербської, боснійської та чорногорської. Інші сербохорватські наріччя (чакавське, кайкавське, торлацьке, крашевське) також поширені серед хорватів. Ці чотири наріччя, як і чотири стандартизовані мови часто окреслюють разом терміном сербохорватська мова. Щоправда, цей термін є дискусійним, особливо серед носіїв цих мов, і в деяких колах вживають парафраз «боснійсько-сербсько-хорватсько-чорногорська мова».
У середині 18-го століття було здійснено перші спроби сформувати хорватський літературний стандарт на основі неоштокавського діалекту, який служив міжрегіональною лінгва франка, відводячи на другий план чакавське, кайкавське та штокавське просторіччя. Вирішальну роль зіграли хорватські вуківці (послідовники Вука Караджича), які наприкінці 19-го ст. — на поч. 20-го ст. закріпили використання неоштокавського як літературного стандарту, а також фонологічної орфографії.
Для запису хорватської мови використовують латинську абетку — «гаєвицю».

## Поширення і діалекти
Поширена в Боснії і Герцеговині, Хорватії, а також в Австрії та Італії.
Має три діалекти, які за варіантами займенника «що» у цих діалектах, називаються штокавський, чакавський та кайкавський діалект. Відмінності між цими діалектами виникли ще у дописемну епоху історії слов'янських народів.

### Штокавська говірка
Штокавська говірка є розмовною головним чином у 2/3 з Хорватії, у хорватів у Сербії, Чорногорії, Боснії і Герцеговині.
Приклад: Što ću vam reć: u nama tuče hrvatsko srce!

### Моліська хорватська говірка
Моліська хорватська говірка є розмовною в трьох селах італійської Молісії (Kruč, Štifilić, Mundimitar), заселених нащадками південних хорватів, які мігрували туди зі східного Адріатичного узбережжя в 15-му сторіччі. Оскільки ці люди мігрували далеко від решти частини їхніх родичів, тому мова діаспори чіткіша від стандартної мови і має більший вплив італійської мови. Моліська хорватська говірка — штокавська-чакавська говірка.

### Чакавська говірка

Хорватська мова — чакавський діалект і піддіалекти (2008).

Чакавська говірка є розмовною в західній, центральній, і південній частині Хорватії, переважно в Істрії, затоці Кварнер, Далмації, а також в хорватських внутрішніх територіях (Гака, Покуп'є тощо). За чакавським говором ять здебільшо вживають як і або т як e (рідко як ye), або навіть змішано екавська-ікавська вимова. Багато говорів чакавської мають багато запозичень з венеційської, італійської, грецької і інших середземноморських мов.
Приклад: Ča ću vom reć: u nom tuče harvosko sarce!

#### Говірка хорватівБургенланду
Ця хорватська говірка — чакавсько-штокавська говірка. Вона є розмовною перш за все у федеральній землі Бургенланд в Австрії, та в сусідніх областях у Відні, Словаччині, і Угорщині серед нащадків хорватів, які мігрували туди у 16-му сторіччі. Ці говори або, можливо, сімейство говорів абсолютно відмінне від стандартної хорватської. На них сильно вплинула німецька мова, а також угорська. Крім того, вони мають деякі властивості від усіх трьох головних діалектних груп у Хорватії, оскільки переселенці не походять цілком з тих самих областей Хорватії. Стандарт «Мікро-літературний» заснований на чакавській говірці &, і, подібний до чакавського говору, характеризується найконсервативнішими граматичними структурами: він зберігає ті форми, що втратила штокавська говірка офіційної хорватської мови.
Як мінімум 100 000 осіб говорять хорватською бургенладською говіркою, і майже всі двомовні з німецькою мовою. Її майбутнє непевне, але є деякий рух, щоб зберегти її. Вона має офіційний статус в шести районах Бургенланду, і використовується в деяких школах в Бургенланді та сусідніх західних частинах Угорщини.

### Кайкавська говірка
Кайкавська говірка є здебільшого розмовною у мешканців півночі і північного заходу Хорватії, зокрема третини країни біля угорського й словенського кордону: головним чином навколо міст Загреб, Вараждин, Чаковец, Копривниця, Петриня, Делніце тощо. Подає ять здебільшого як e (рідко як дифтонг i); ця вимова не може дорівнювати екавсько-штокавській говірці, оскільки багато кайкавських говорів мають закритий e приблизно ae (від ять) і відкритий e (від оригінального e).
Є нестача декількох піднебінних звуків (ć, lj, nj, dž), знайдених в штокавській говірці, і має деякі запозичені слова від сусідніх словенських говорів, а також з німецької, головним чином у містах.
Приклад: Kaj bu vam rekel: v nam tuče horvatsko serce!

## Історія

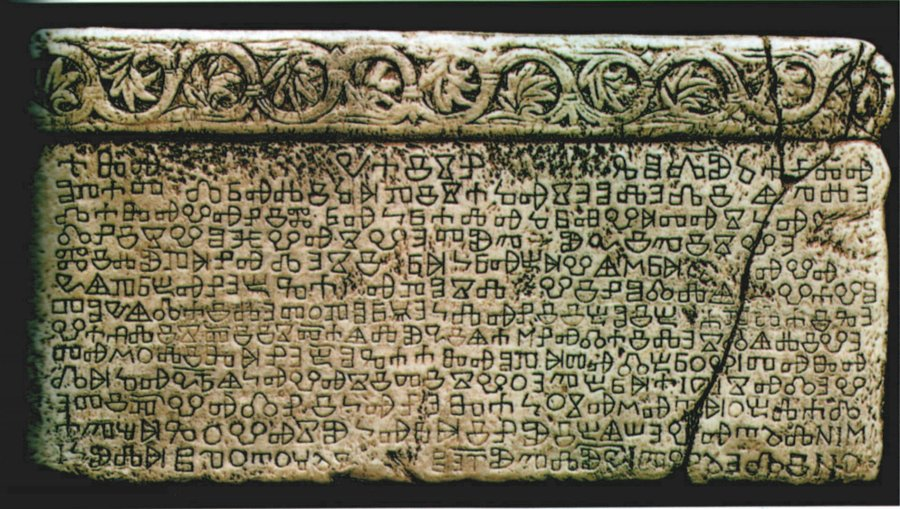
Башчанська плита. Приклад хорватської мови межі XI–XII століть.

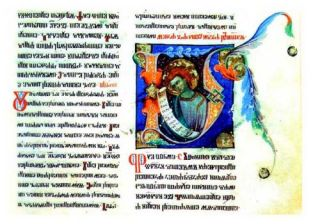
Місал князя Новака. Приклад хорватської мови 1368 року.

Найдавніші писемні пам'ятки датуються XII сторіччям (Башчанський напис, написаний глаголицею, близько 1100 року; Грамота Куліна, написана кирилицею 1189 року). У теперішній мові використовується хорватський варіант латинки.
Літературна мова створена у 2-й половині XV століття на основі штокавських говірок. У її формуванні визначну роль відіграли хорватські францисканці, єзуїти, хорвати Бартол Кашич, Людевит Гай. Об'єднання у літературній мові особливостей різних діалектів дало велику варіативність літературної мови як у лексиці, так у фонетиці і морфології. Орфоепічна норма вимови — подвійна: на місці старого «ятя» (Ѣ) допускається вимова [ije] (mlijeko — молоко,) або [je] (mljekara), що відповідно називається ijeкавською та jєкавською вимовою.

## Фонетика
Мові властиві довгі та короткі голосні та тонічний (музичний) наголос, що відрізняє її від усіх інших слов'янських мов. Існує складотвірний сонант [r].

### РозвитокЯть
Прото-слов'янський голосний звук ять з часом змінився, і зараз щодо нього існують три варіанти:
- В ікавській вимові ять перетворився на звук [i] (штокавська, чакавська, кайкавська говірка).

- В екавській вимові ять перетворився на звук [e] (кайкавська, чакавська, штокавська говірка).

- В ієкавській вимові (ijekavski) ять перетворився на дифтонг [ie] і передається на письмі як ije або je (штокавська, чакавська говірка).

У хорватській мові довгий дифтонг реалізується як [ie].

## Морфологія
Іменники, прикметники, займенники та числівники змінюються за відмінками.
Дієслово має розвинену систему дієвідміни: чотири ряди простих та складних форм минулого часу, два ряди форм майбутнього часу. Інфінітив може заміняти конструкція зі сполучника «da» і форми теперішнього часу.

## Письмо
| A a   | B b | C c      | Č č     | Ć ć | D d   | Đ đ |
| Dž dž | E e | F f      | G g     | H h | I i   | J j |
| K k   | L l | Lj lj    | M m     | N n | Nj nj | O o |
| P p   | R r | S s      | Š š     | T t | U u   | V v |
| Z z   | Ž ž | (i+e=ie) | (r+r=ŕ) |     |       |     |

## Словник прикладів відмінностей між мовами
| Українська            | Верхньолужицька       | Хорватська                  | Сербська                              |
| Порівняння            | Přirunanje            | Usporedba                   | Поређење (Poređenje)                  |
| Європа                | Europa                | Europa                      | Европа (Evropa)                       |
| Нідерланди            | Nižozemska            | Nizozemska                  | Холандија (Holandija)                 |
| Італійці              | Italčenjo             | Talijani                    | Италијани (Italijani)                 |
| Всесвіт               | Uniwersum, swětnišćo  | Svemir                      | Васиона (Vasiona)                     |
| Хребет                | Rjap                  | Kralježnica                 | Кичма (Kičma)                         |
| Повітря               | Powětr                | Zrak                        | Ваздух (Vazduh)                       |
| Виховання             | Kubłanje, wukubłanje  | Odgoj                       | Васпитање (Vaspitanje)                |
| Тиждень               | Tydźeń                | Tjedan                      | Седмица (Sedmica)                     |
| Історія               | Stawizny              | Povijest                    | Историја (Istorija)                   |
| Штани                 | Cholowy               | Hlače                       | Панталоне (Pantalone)                 |
| Живіт                 | Brjuch                | Trbuh                       | Стомак (Stomak)                       |
| Наука                 | Wěda                  | Znanost                     | Наука (Nauka)                         |
| Особисто              | Wosobnje              | Osobno                      | Лично (Lično)                         |
| Особа                 | Wosoba                | Osoba                       | Лице (Lice)                           |
| Об'єднані Нації       | Zjednoćene narody     | Ujedinjeni Narodi           | Уједињене Нације (Ujedinjene Nacije)  |
| Хліб                  | Chlěb                 | Kruh                        | Хлеб (Hleb)                           |
| Штучний               | Kumštny               | Umjetni                     | Вештачки (Veštački)                   |
| Хрест                 | Křiž                  | Križ                        | Крст (Krst)                           |
| Демократія            | Demokratija           | Demokracija                 | Демократија (Demokratija)             |
| Виявлення             | Spóznaće              | Spoznaja                    | Сазнање (Saznanje)                    |
| Острів                | Kupa                  | Otok                        | Острво (Ostrvo)                       |
| Офіцер                | Oficěr                | Časnik                      | Официр (Oficir)                       |
| Дорожній рух          | Nadróžny wobchad      | Cestovni promet             | Друмски саобраћај (Drumski saobraćaj) |
| Автомагістраль        | Awtodróha             | Autocesta                   | Аутопут (Autoput)                     |
| Довжина               | Dołhosć               | Duljina                     | Дужина (Dužina)                       |
| Спілка                |                       | Udruga                      | Удружење (Udruženje)                  |
| Фабрика               | Fabrika, twornja      | Tvornica                    | Фабрика (Fabrika)                     |
| Загальний             | Powšitkowny           | Opće                        | Опште (Opšte)                         |
| Христос               | Chrystus              | Krist                       | Христос (Hristos)                     |
| Вибач                 | Wodajće prošu         | Oprosti                     | Извини (Izvini)                       |
| Нормативна рідна мова | Maćernorěčny standard | Materinski jezični standard | Матерњи језички стандард              |
| --------------------- | --------------------- | --------------------------- | ------------------------------------- |

## Нагороди
Щорічно в Хорватії відбувається відзначення нагородою доктора Івана Шретера за найкраще слово, написане хорватською.